# 中原溝
中原溝，舊名芎蕉腳川，臺灣一條位處新北市中和區西北側的河流，下游經中原里，未流入南勢角溪，為獨立流入新店溪的支流之一。目前已被整治為典型的工業排水溝，多處已加蓋為馬路或停車場。

## 流域
由新店溪旁的中原抽水站開始上溯，朝西南西方向，先經過廟宇「永仁媽」，再穿過一大片拆除舊工廠後的營建基地，繼續繞過MIT科技園區，另一側則是板中停車場。在經過立德街上的無名橋後轉西南南方向，並於此分為兩個上游分支，較寬的南支流繼續穿過板南路上的板南二號橋，過橋後往南行的上游已加蓋為馬路，由新軟系統股份有限公司旁的馬路底下朝南，穿過立言街。較窄的西支流沿著板南路520巷到板南路，也由明渠化為暗渠。

## 歷史
根據明治37年（西元1904年）的《台灣堡圖》，中原溝兩條上游分支都流經外員山庄，並源於員山仔庄，中原溝河口東岸則為當年的煉瓦製造廠。
根據《中和庄誌》，中原溝舊名“芎蕉腳川”，芎蕉腳在今中原里一帶。根據《中和鄉志》，中原溝則有三條上游分支，除了南支流與西支流，還有一條北支流亦在其它支流的匯流口附近交會，上溯流經了今中和區與板橋區邊界，且南北支流約在德穗、瑞穗與冠穗里的分界點分流，共同的上游經冠穗與德穗里界南溯，繞過饅頭山南側，源頭約在明德里與土城區延壽里界。
現下游流域為中和區的工業區，除傳統工廠外，也有微星、台灣松下等科技大廠進駐。

## 圖片集

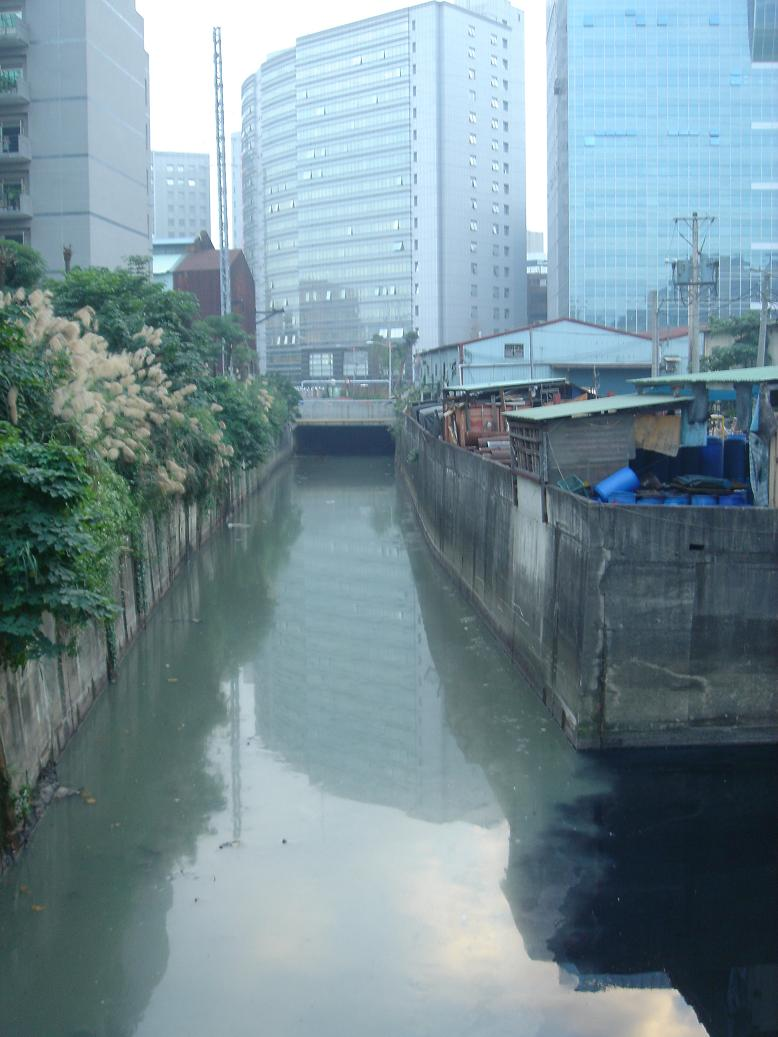
在立德街橋上往板南二號橋看中原溝支流匯流處，右側黑色部分即為西支流
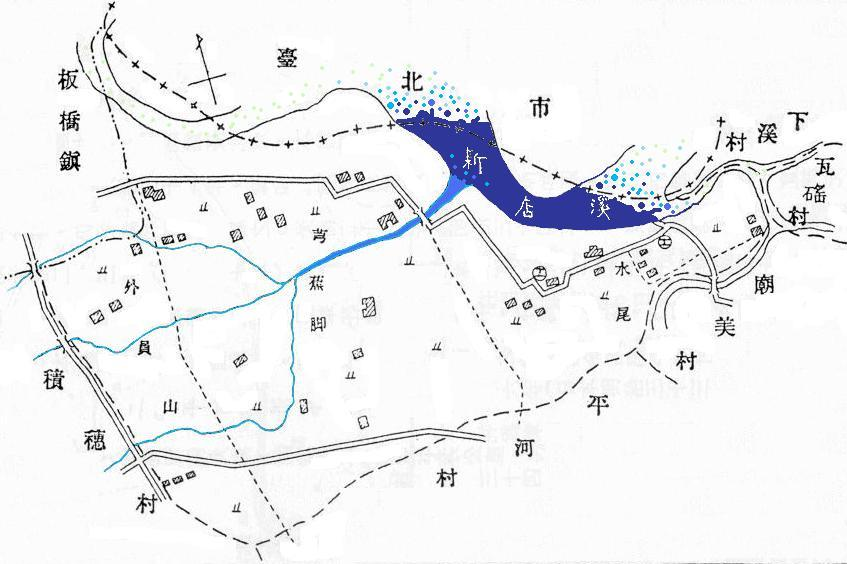
中原溝 中原村 中和鄉志
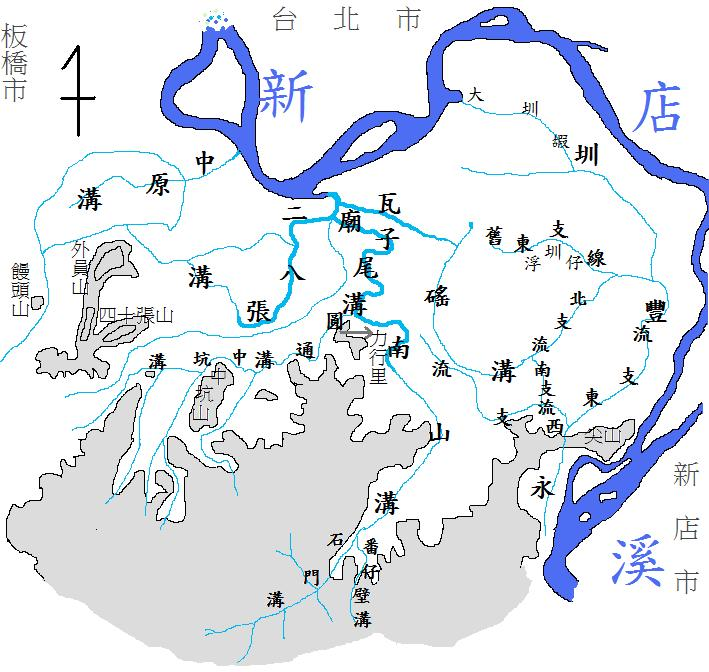
中和鄉地形圖 中和鄉志
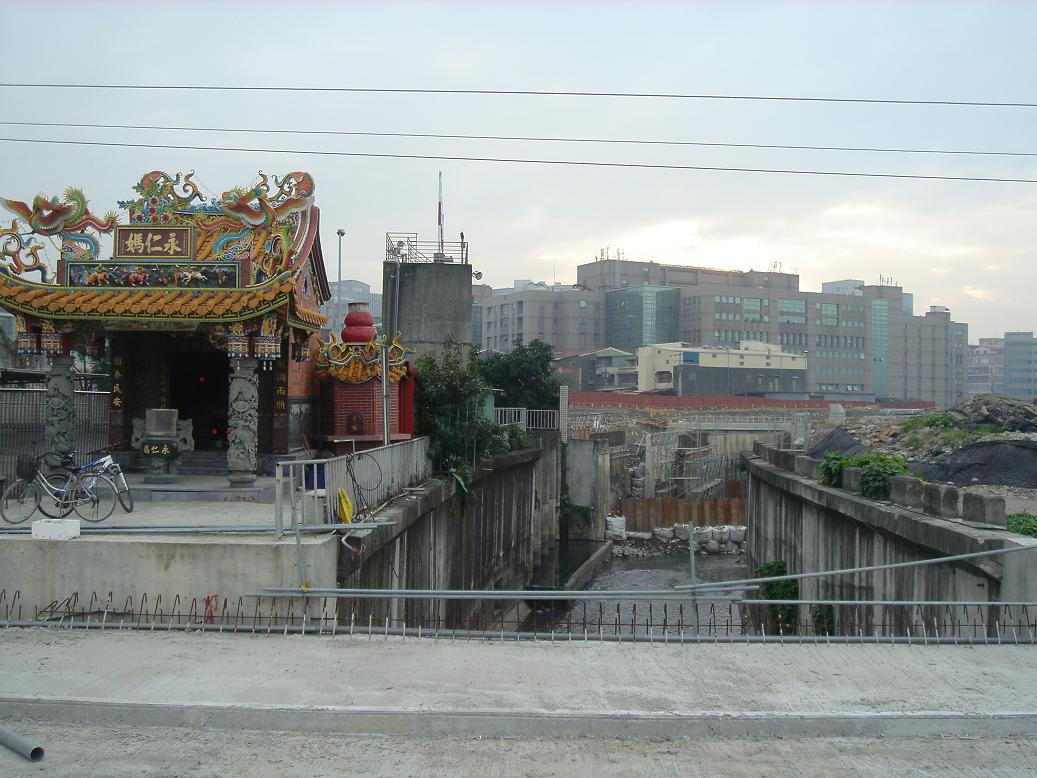
中原溝河口與永仁媽祖廟
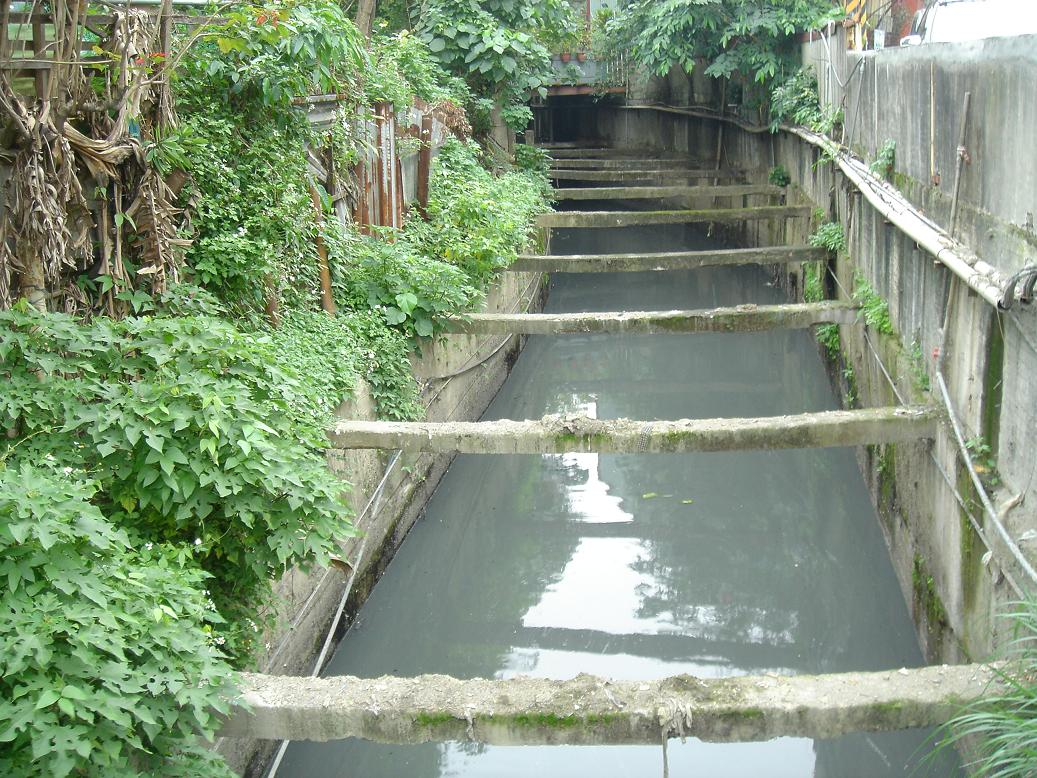
板南路520巷的中原溝西支流

## 解
1. ↑  外員山庄指今員山、員富、積穗里。
2. ↑  員山仔庄指今瑞穗、民享、明穗、民有、冠穗、壽德、清穗、民生、明德、自強、德穗、國光、國華等十三里。

## 外部連結
- 擺接堡枋橋截圖（页面存档备份，存于）